# Giovanni Sartori (Politikwissenschaftler)

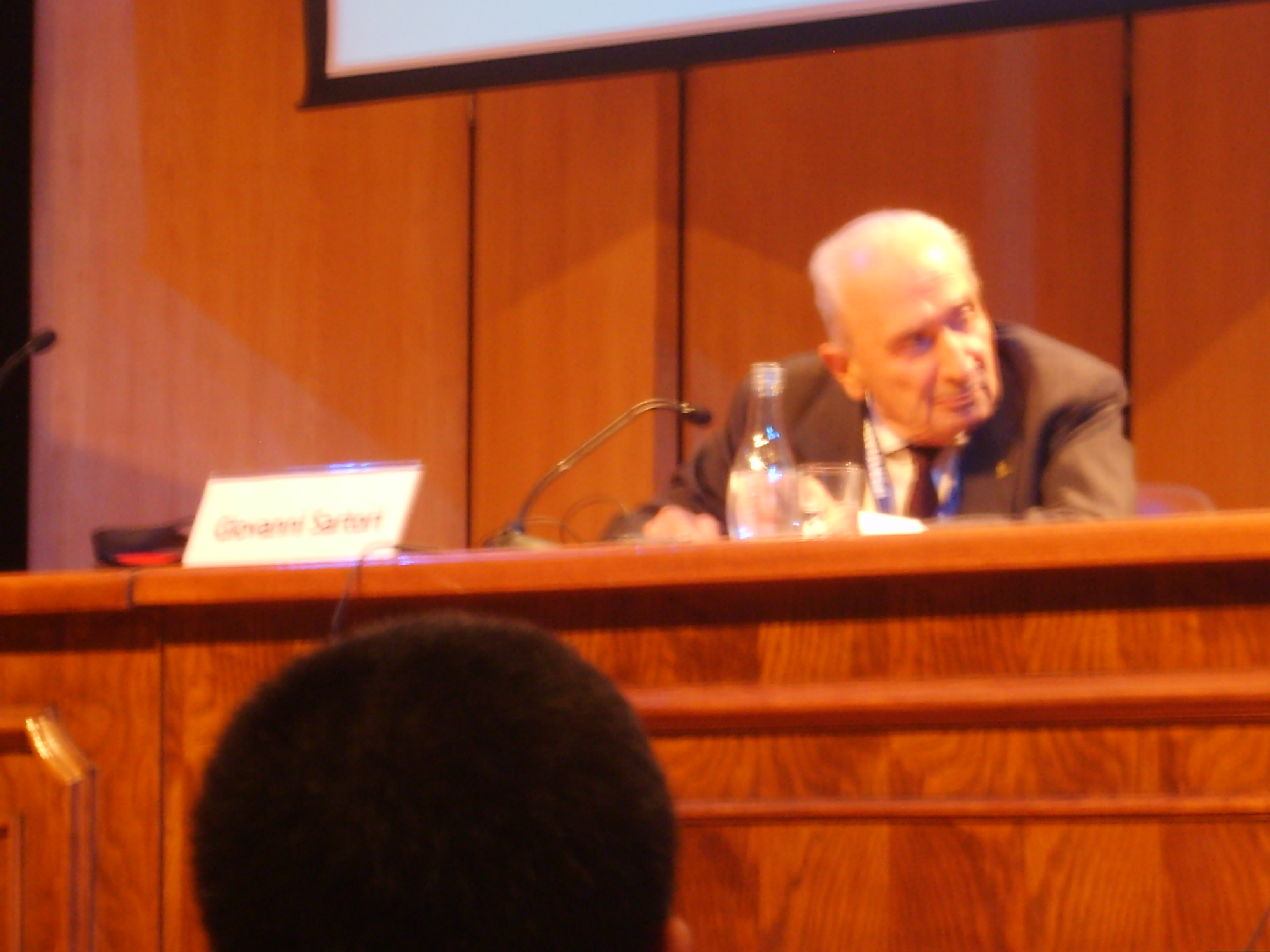
Giovanni Sartori, 2009

Giovanni Sartori (* 13. Mai 1924 in Florenz; † 1. April 2017) war ein italienischer Politikwissenschaftler und Philosoph.
Sein Buch Homo videns über die Beziehungen zwischen den Medien und der aktuellen Gesellschaft erreichte eine Auflage von über 100.000, seine Schrift Democrazia e definizioni (1957) und sein politikwissenschaftliches Hauptwerk Parties and Party Systems von 1976 prägen die Parteien- und Demokratieforschung bis in die Gegenwart.

## Leben
Sartori promovierte 1946 in Staats- und Sozialwissenschaften an der Universität Florenz. Als Dozent der modernen Philosophie, Logik und Staatslehre leitete er die Gründung der nach Cesare Alfieri benannten ersten Fakultät für Politikwissenschaft in Italien ein.
1954 habilitierte er sich für das Fach „Geschichte der modernen Philosophie“, 1955 für Staatswissenschaften. Von 1950 bis 1956 war er Professor für moderne Philosophie an der Universität Florenz, anschließend bis 1963 Professor für Politikwissenschaft und von 1966 bis 1976 Professor für Soziologie ebenda.
1976 ging Sartori an die Stanford University in Kalifornien als Professor der Politikwissenschaft und Senior Fellow der Hoover Institution. Ab 1979 war er bis zu seiner Emeritierung 1994 Albert Schweitzer Professor in the Humanities an der Columbia University in New York. Daneben war Sartori unter anderem an der Harvard University und der Yale University als Dozent tätig. 1993 kehrte er nach Florenz zurück und lehrte bis 1996 außerdem als Professor der Politikwissenschaft an der Universität Florenz.
1971 gründete er die Rivista Italiana di Scienza Politica (italienische Zeitschrift der Politikwissenschaft), deren Herausgeber er bis 2004 war. 1973 war er Mitbegründer der Società italiana di scienza politica (SISP) und deren erster Präsident (bis 1975).
Sartori war Mitglied der American Academy of Arts and Sciences und der Accademia dei Lincei und schrieb für die italienische Tageszeitung Corriere della Sera. Er war Ehrendoktor der Universität Genua, der Georgetown University, der Universität Guadalajara und der Universität Buenos Aires. Seit 1988 war er Vizepräsident der Gesellschaft Società Libera, die sich dem Studium und der Förderung der liberalen Ideale der Gesellschaft widmet.
Seine enge Verbundenheit mit seiner Heimatstadt Florenz drückt sich auch in der Bestattung in einer Kapelle der Florentiner Basilika San Miniato al Monte aus, welche die Inschrift tragen soll: «Giovanni Sartori per se e pei suoi» („Giovanni Sartori für sich und die Seinen“).

## Demokratietheorie
Mit der 1976 erschienenen Schrift Parties and Party Systems hat Sartori einen wichtigen Beitrag zur Demokratietheorie geleistet. In deren Zentrum steht die Kompetitivität von Parteiensystemen, für welche er eine in den Politikwissenschaften bis heute weit verbreitete Typologie entwickelte. Diese Typologie unterscheidet in einer ersten Stufe kompetitive von nicht-kompetitiven Parteiensystemen. Die kompetitiven Parteiensysteme lassen sich weiter unterteilen in Systeme des polarisierten Pluralismus und des moderaten Pluralismus, in ein prädominantes Parteiensystem und ein Zweiparteiensystem. Die nicht-kompetitiven Systeme umfassen Einparteiensysteme und hegemoniale Parteiensysteme.
Der polarisierte Pluralismus zeichnet sich dadurch aus, dass eine größere Zahl von Parteien besteht, die kaum miteinander zusammenarbeiten, wobei mindestens eine Partei das politische System prinzipiell ablehnt und die Oppositionspartei keine Verantwortung übernimmt. Dies führt zu Dreiecksbeziehungen: Zwei oder mehr Parteien müssen zusammenarbeiten, um die Regierung zu stützen und zugleich Angriffe auf den Staat abzuwehren.
Aus der Tatsache, dass keine wechselnden Koalitionen möglich sind, folgt eine Erstarrung des Systems: Die Parteien können sich nicht mehr bewegen. Diese Parteien besitzen meist eine starke Bindung an eine fest umschriebene Weltanschauung, was die Polarisierung verstärkt.
Die moderate Ausprägung des pluralistischen Parteiensystems ist durch wechselnde Koalitionen geprägt, durch geringere Ideologisierung, das Fehlen einer Fundamentalopposition und einer Konzentration des Wettstreits der Parteien auf die Regierungsübernahme.
Im Epilog seines 1987 erschienenen Standardwerks zur Demokratietheorie The Theory of Democracy Revisited resümierte Sartori, die liberale Demokratie könne sicher nicht selbstverständlich genommen werden, und zitierte Edmund Burke, Sklaverei könne man immer haben: „Es ist ein Unkraut, das auf jedem Boden wächst.“ Freiheit könne man andererseits immer verlieren: „Sie ist eine Pflanze, die Pflege braucht.“
Ob die liberale Demokratie, der er anhänge, „wo immer sie ist“, zum Untergang verurteilt sei, brauche er nicht zu wissen. Vielmehr halte er es mit Corneilles Helden: „Tut eure Pflicht und lasst die Götter walten.“

## Medientheorie und Medienkritik
Sartoris Werk Homo Videns: Televisione e Post-Pensiero von 1997 ist ein populärwissenschaftlicher Essay, den man der Medienkritik und der Medienphilosophie zuordnen kann.
Sartori geht aus von dem kulturphilosophischen Hauptwerk Philosophie der symbolischen Formen des Neukantianers Ernst Cassirer, in dem der Mensch anthropologisch zugleich als Homo sapiens wie als „animal symbolicum“ bestimmt wird.
Sartori charakterisiert demgemäß die Wirkung der Massenmedien als Ersetzung des abstrakten, analytischen, logischen, systematischen und zugleich wirklichkeitsbezogenen Denkens durch die visuelle Wahrnehmung manipulierter oder virtueller Bilder.
In Anlehnung an Leibniz und Vico, vor allem aber aufgrund der Unterscheidung Immanuel Kants zwischen mundus intelligibilis und mundus sensibilis in der Kritik der reinen Vernunft vertritt Sartori seine Hauptthese, dass die Entwicklung des Menschen durch den Einfluss des Fernsehens umgekehrt wurde, der homo videns habe den Homo sapiens ersetzt, es finde eine Regression zur vorkulturellen Frühzeit der Menschheit statt.
Sartoris Theorie schließt sich in vieler Hinsicht an die Arbeiten Allan Blooms, Jürgen Habermas’ und Neil Postmans an. Sein Hauptgegner ist der nach Nicholas Negroponte benannte „Negropontismus“, der in den neuen Medien nur die Instrumente einer überlegenen, demokratischen und fortschrittlichen Zivilisation sieht. Weiterhin steht Sartori in Gegnerschaft zu allen Richtungen der Postmoderne und des Dekonstruktivismus, die Rationalität und Ich-Identität als Ausdruck von Zwang bekämpfen.
Das Hauptargument Sartoris ist die Unterscheidung zwischen Sehen und Verstehen bzw. Erkennen oder Begreifen und die Bestimmung ihres Verhältnisses. Während die Sinne uns passiv bildliche Vorstellungen vermitteln, die für sich ohne Struktur und Sinn sind, bringt der Verstand durch Begriffsbildung erst Sinnzusammenhänge hervor. Darüber hinaus ist das Denken auch fähig, sich ganz von Erfahrungen zu lösen. Die Sprache ist das Medium dieses diskursiven, analytischen Denkprozesses, der zugleich Reflexion ist. Wirklichkeits- und Selbsterfahrung finden nicht auf dem Wege von Sinnesreizen statt, sondern sind Ergebnis einer aktiven semantischen, logischen und systematischen Organisation der Inhalte des Bewusstseins.
Der homo videns dagegen verliert in den digitalen, virtuellen und manipulierten Bildwelten jeden Kontakt zur Wirklichkeit und zu sich selbst. Das zirkuläre Herumirren in Hypertexten und das spielerische Sichverlieren in virtuellen Scheinwelten führt zum Verlust der Selbststeuerung, zur chaotischen Desorientierung, zur Aufspaltung des neurotischen Ichs in multiple Persönlichkeiten.
Im Anschluss an Leibniz, der Denken und freie Entscheidung in ihrem inneren Zusammenhang dargestellt hat, kommt Sartori zu dem Ergebnis, dass der moderne homo ludens zugleich unfrei, fremdgesteuert und politisch inkompetent ist, was den Bestand der repräsentativen Demokratie in Frage stellt oder durch falschverstandene Partizipation Demokratie zerstört und durch Mediokratie ersetzt.

## Sonstiges
Sartori veröffentlichte im März 2009 ein Buch mit dem Titel Il sultanato (deutsch: Das Sultanat). Damit analysierte er das Italien, das Silvio Berlusconi mit seiner Medienmacht als Eigentümer des Konzerns Mediaset geprägt hatte (→ Berlusconismus).
Sartori prägte die Begriffe Porcellum und Mattarellum für Wahlrechtsreformen der Zweiten Republik.

## Publikationen (Auswahl)
- Democrazia e Definizioni. Bologna 1957.
- Parties and Party Systems: A Framework for Analysis. New York 1976.
- La politica. Logica e metodo in scienze sociali, Mailand 1979.
- als Herausgeber: Social Science Concepts: A Systematic Analysis. London 1984.
- Demokratietheorie. Darmstadt 1997 (englischsprachige Originalausgabe: The Theory of Democracy Revisited. New York 1987).
- Comparative Constitutional Engineering. New York 1994.
- Homo Videns: televisione e post-pensiero. Rom und Bari 1997.
- Pluralismo, multiculturalismo e estranei. Saggio sulla società multietnica. Mailand 2000.
- Concepts and Method in Social Science. The Tradition of Giovanni Sartori. Herausgegeben von David Collier und John Gerring, New York und London 2009.
- Il sultanato. Rom und Bari 2009.
- Il paese degli struzzi. Clima, ambiente, sovrappopolazione. Mailand 2011.